# Relações entre Rússia e Uzbequistão

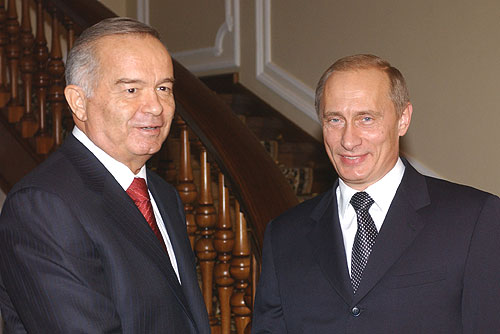
O presidente uzbeque Islam Karimov e o presidente russo Vladimir Putin.

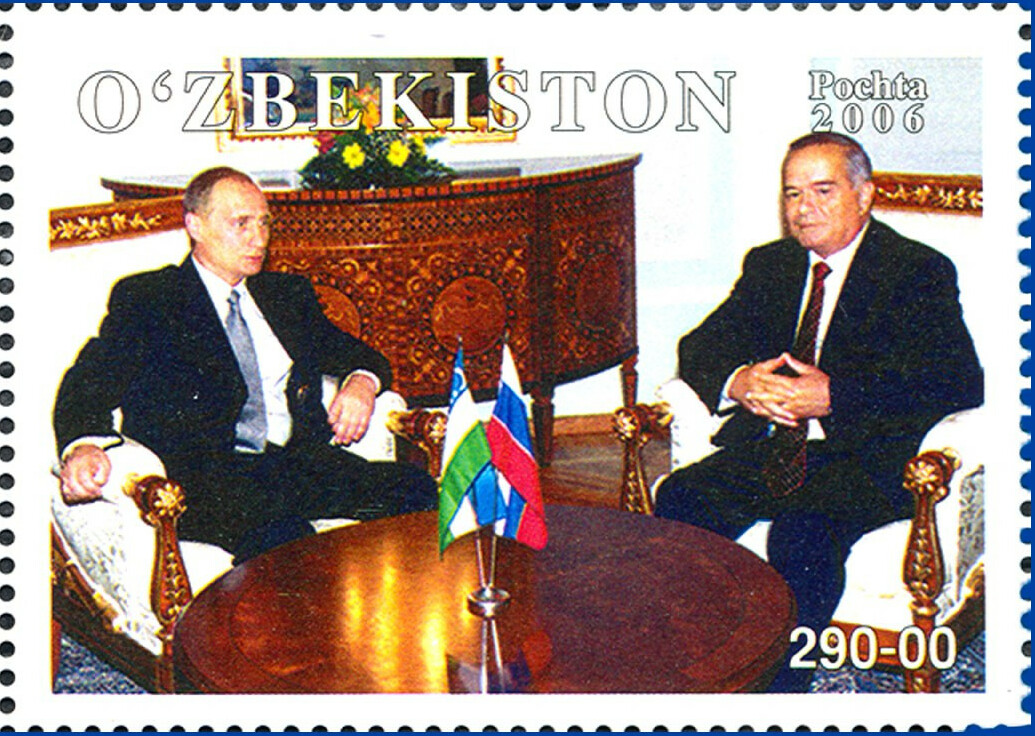
Selo uzbeque de 2006 com a fotos dos presidentes de ambos países

As relações entre Rússia e Uzbequistão (em russo:  Российско-узбекские отношения, em usbeque:  Oʻzbekiston-Rossiya munosabatlari) são as relações bilaterais entre a Federação Russa e a República do Uzbequistão.
O Uzbequistão tem uma embaixada em Moscou e a Rússia tem uma embaixada em Tashkent.

## História
O Uzbequistão foi uma república socialista soviética de 1924 até 1991. Ambos os países mantêm relações diplomáticas desde 1992. Nos primeiros anos da independência, o Uzbequistão permaneceu dentro da zona do rublo até novembro de 1993. A partir de então, o país se afastaria politicamente da Federação Russa. 
As boas relações com o Uzbequistão são uma chave para a política de grande poder da Rússia na região da Ásia Central.  Por outro lado, o Uzbequistão segue uma "política multi-vetorial" com boas relações com a Rússia, China, Estados Unidos e outros estados. 
Em 1999, paralelamente à Guerra do Kosovo, o Uzbequistão aderiu à aliança GUAM, que se transformou em uma organização internacional em 2001. Foi chamada de GUUAM até 2005, quando o país retirou-se.
Em 2003, a Gazprom assumiu o controle da rede de oleodutos uzbeques.  No mesmo ano, o Uzbequistão iniciou as exportações de gás para a então economicamente recuperada Rússia. 
Na sequência dos distúrbios de maio de 2005, o Uzbequistão exigiu que os Estados Unidos deixassem a base em Karshi-Khanabad. Além disso, o Uzbequistão saiu da GUAAM, que novamente se tornou GUAM. Em 14 de novembro de 2005, os presidentes Islam Karimov e Vladimir Putin assinaram um acordo mútuo de cooperação em Moscou. 
Em 2012, o Uzbequistão optou por se retirar formalmente da Organização do Tratado de Segurança Coletiva, uma aliança liderada pelos russos, levando alguns a debaterem se tal medida indicava uma mudança na sua política externa para o Ocidente.  No entanto, o Uzbequistão continou a fazer parte da Organização de Cooperação de Xangai, da qual tanto a Rússia como a China fazem parte.
Após a anexação da Crimeia pela Rússia, os movimentos separatistas na região de Caracalpaquistão, no norte do Uzbequistão, ficaram mais fortes. Muitos caracalpaques vivem no Cazaquistão, Rússia e Coreia do Sul para trabalhar e a minoria é considerada pró-russa. 
Em 2014, a Rússia perdoou quase toda a dívida uzbeque com a Rússia, a fim de aumentar as relações entre os dois países. 